# Las Tunas (Cuba)
Pour les articles homonymes, voir Las Tunas.
Las Tunas, autrefois Victoria de Las Tunas, est une ville et une municipalité cubaine, capitale de la province de Las Tunas. Elle est située au centre-est du pays, à 512 km (593 km par la route) au sud-est de La Havane. Sa population était estimée à 152 470 habitants en 2007.

## Géographie
Las Tunas se trouve dans le sud-est de l'île de Cuba, entre Camagüey et Holguín sur la Carretera Central, la grande route qui traverse toute l'île. Par route, elle est à 154 km au sud-ouest de sa capitale de province Bayamo, 185 km nord-ouest de Santiago de Cuba et 838 km sud-est de La Havane.

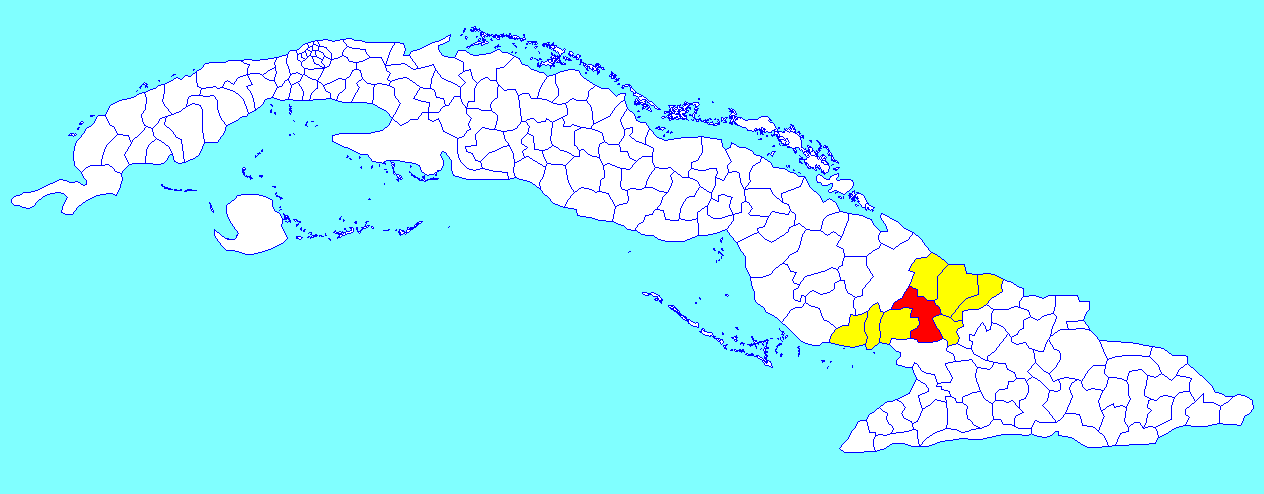
Municipalité de Las Tunas dans la province de Las Tunas

### Divisions administratives
La municipalité comprend 17 consejos populares :
- Centro de la Ciudad
- Buena Vista
- Aeropuerto – Las 40
- Buenas Vista - Santo
- La Aurora y Velázquez
- Yariguá
- Villa Nueva
- Jobabito
- Bartle
- Barranca
- Hermanos Mayo
- Veguita
- Santo Domingo
- Pena y La Loma
- Aguilera
- Los Pinos
- Sosa

## Démographie
| 1943   | 1953   | 1970   | 1981   | 2002    | 2007    | 2022    |
| ------ | ------ | ------ | ------ | ------- | ------- | ------- |
| 12 754 | 20 431 | 53 734 | 84 857 | 143 582 | 153 470 | 214 939 |

Avec une population estimée en 2022 à 214 939 habitants pour une surface de 908,9 km2, la densité est de 236,5 habitants/km².

## Histoire
Victoria de Las Tunas a été fondée en 1759. La ville fut rebaptisée Victoria de las Tunas par les autorités coloniales espagnoles, à la suite d'une bataille qui eut lieu le 16 août 1869 contre les forces indépendantistes du général Manuel de Quesada, au cours de la guerre des Dix Ans (1868-1878). Dans cette bataille pour le contrôle de la ville, combattait dans les rangs des forces rebelles Vicente García González, le patriote le plus célèbre de la région.
La ville a conservé ce nom jusqu'en 1975, puis avec la mise en place de la nouvelle division administrative du pays le mot Victoria fut retiré puisqu'il fait référence à une victoire espagnole dans la lutte pour l'indépendance de Cuba. Le nom de Victoria est encore employé pour désigner la station de radio de la ville : Radio Victoria. L'aviation civile continue également d'identifier la ville comme Victoria de Las Tunas.

## Personnalités
- Vicente García González, patriote né en 1833
- José Gómez, boxeur, né en 1959
- Irisberto Herrera, grand maître du jeu d'échecs, né en 1968
- Alex Guerrero, joueur de baseball, né en 1986
- Henry Urrutia, joueur de baseball, né en 1987